# Josef Merhaut

Josef Merhaut

Josef Merhaut (* 1863 in Schwabin bei Zbiroh; † 5. September 1907 in Brünn) war tschechischer Schriftsteller.

## Leben
Josef Merhaut besuchte das Gymnasium in Prag. Noch während seiner Studienzeit verfasste er unter dem Pseudonym Jaroslav Maruška eine Gedichtsammlung, die jedoch nicht veröffentlicht wurde. 1885 nahm er die Stelle eines Redakteurs in der Zeitschrift Moravská Orlice an. Über 20 Jahre schrieb er Theaterkritik und Feuilletons. Daneben schrieb er für weitere Zeitschriften.

## Werke
In seinen Erzählungen und Romanen beschrieb er das Schicksal der Brünner Bevölkerung. Meist handelte sich um Arbeiterliteratur.

### Erzählungen
- Povídky (1890–91)
- Had a jiné povídky (1892–93)
- Černá pole (1897)

### Romane
- Andělská sonáta (1900)
- Vranov (1906)

### Sonstige
- Výbor z feuilletonů (1908)
- Básně (1909)